# Заговорщица
«Заговорщица» (англ. The Conspirator) — историческая драма 2010 года режиссёра Роберта Редфорда. Премьера состоялась на Международном кинофестивале в Торонто 11 сентября 2010 года.

## Сюжет
После убийства Авраама Линкольна восемь человек арестованы и обвинены в заговоре с целью убийства президента, вице-президента и госсекретаря. Одна из них — одинокая женщина Мэри Сэрратт (Робин Райт) обвиняется в пособничестве, так как она владела пансионом, где Джон Уилкс Бут (Тоби Кеббел) и другие заговорщики встречались и планировали одновременные нападения. Защищать Мэри Сарретт перед военным трибуналом соглашается новоявленный адвокат Фредерик Эйкен (Джеймс Макэвой) — 27-летний герой войны.
Эйкен вначале очень неохотно берется за дело, и считает, что Сэрратт виновна. Однако, в процессе изучения доказательств для построения защиты, он обнаруживает, что Мэри Сэрратт используется в качестве приманки и заложницы для того, чтобы поймать единственного сумевшего сбежать заговорщика, её собственного сына Джона Сэрратт. Мэри приходится положиться на Эйкена, чтобы раскрыть правду и спасти свою жизнь.

## В ролях
- Джеймс Макэвой — Фредерик Эйкен, защитник на суде
- Робин Райт — Мэри Сюрратт", подсудимая
- Джастин Лонг — Николас Бейкер
- Эван Рэйчел Вуд — Анна Сюрратт", дочь
- Джонни Симмонс — Джон Сюрратт", сын
- Тоби Кеббел — Джон Уилкс Бут, убийца А. Линкольна
- Том Уилкинсон — Реверди Джонсон
- Норман Ридус — Льюис Пауэлл (также известный под именем Льюис Пэйн)
- Алексис Бледел — Сара Уэстон, возлюбленная Ф. Эйкена
- Кевин Клайн — Эдвин Стэнтон, министр юстиции.
- Дэнни Хьюстон — бригадный генерал Джозеф Холт, председатель судебного комитета
- Стивен Рут — Джон М. Ллойд
- Джонатан Грофф — Луис Вейчман
- Брент Ф. Джи. Физел — Лорд Дандрэри
- Кирк Спаркс — Эдмунд Спенглер
- Колм Мини — генерал-майор Дэвид Хантер
- Ши Уигхэм — капитан Коттингхэм
- Джеймс Бэдж Дэйл — Уильям Гамильтон
- Джим Тру-Фрост — Джон Ф. Хартрэнфт
- Джеральд Бестром — Авраам Линкольн

## Производство
Фильм стал первым для кинокомпании The American Film Company, которая была специально создана для съёмок фильмов об истории Соединённых Штатов.
Съёмки начались в октябре 2009 года в городе Саванна (Джорджия) и закончились в декабре того же года.